# Ulrich Eifler
Ulrich Eifler (Marburgo, 28 de septiembre de 1961) es un deportista alemán que compitió en esgrima, especialista en la modalidad de sable.
Ganó tres medallas en el Campeonato Mundial de Esgrima entre los años 1989 y 1993.

## Palmarés internacional
| Representando a la RFA   |                         |                   |                   |
| Campeonato Mundial       |                         |                   |                   |
| Año                      | Lugar                   | Medalla           | Prueba            |
| 1989                     | Denver (Estados Unidos) | Medalla de plata  | Sable por equipos |
| 1990                     | Lyon (Francia)          | Medalla de bronce | Sable por equipos |
| Representando a Alemania |                         |                   |                   |
| Campeonato Mundial       |                         |                   |                   |
| Año                      | Lugar                   | Medalla           | Prueba            |
| 1993                     | Essen (Alemania)        | Medalla de bronce | Sable por equipos |